# Francisco Fernández Marugán
Francisco Miguel Fernández Marugán (Cáceres, 6 de octubre de 1946) es un político y economista español del PSOE. En 2012 las Cortes Generales le nombraron Adjunto Primero al Defensor del Pueblo y, como tal, asumió de forma interina la Defensoría del Pueblo entre 2017 y 2021.

## Biografía
Nacido en Cáceres el 6 de octubre de 1946, ingresó en el Partido Socialista Obrero Español en 1975. Adscrito al ala «guerrista» del PSOE, fue diputado por Sevilla en la II Legislatura de las Cortes Generales y por Badajoz en la III, IV, V, VI, VII, VIII y IX legislaturas.
Nombrado adjunto primero del Defensor del Pueblo por resolución de 24 de julio de 2012, tomó posesión del cargo el 26 de julio.
El 20 de julio de 2017 asumió las funciones de defensor del Pueblo por tiempo indefinido hasta que no se produzca la elección de nuevo titular, tras la dimisión de Soledad Becerril que cumplió cinco años en el cargo. Cesó el 18 de noviembre de 2021, cuando se hizo oficial el nombramiento de Ángel Gabilondo como nuevo Defensor del Pueblo.